# Port lotniczy Ua Huka
Port lotniczy Ua Huka – port lotniczy położony na wyspie Ua Huka, należącej do archipelagu Markizów (Polinezja Francuska).

## Linie lotnicze i połączenia
| Linia Lotnicza | Kierunek                         |
| -------------- | -------------------------------- |
| Air Tahiti     | 1. Atuona 2. Nuku Hiva 3. Ua Pou |